# 瑞克
瑞克（法語：Juicq，法語發音：[ʒɥik]）是法国滨海夏朗德省的一个市镇，位于该省中部偏东，属于圣让当热利区。

## 地理
瑞克（45°50'37"N, 0°33'39"W）面积9.25 平方千米，位于法国新阿基坦大区滨海夏朗德省，该省份为法国西部滨海省份，北起旺代省，西临大西洋，南至吉倫特省，东南接多爾多涅省，东北接德塞夫勒省接壤，东临夏朗德省。
与瑞克接壤的市镇（或旧市镇、城区）包括：阿讷蓬、勒杜埃、塔耶堡、圣伊莱尔-德维勒弗朗什。

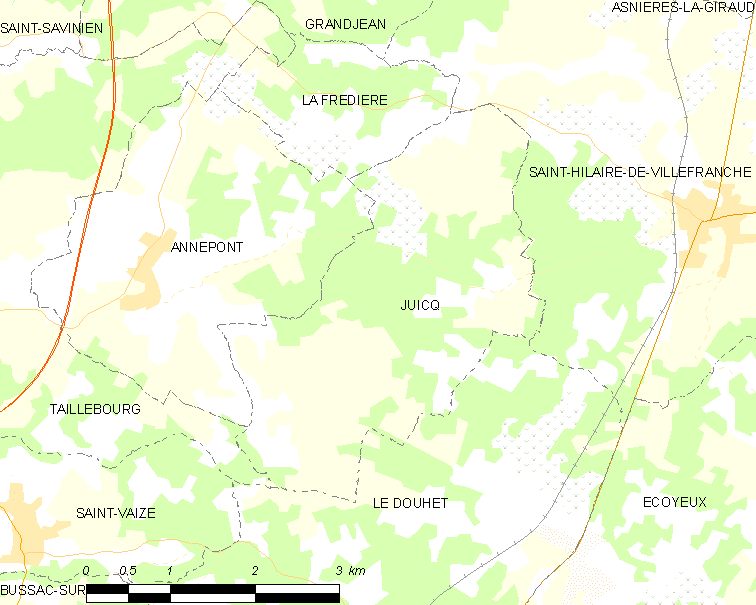
瑞克的OSM定位图

瑞克的时区为UTC+01:00、UTC+02:00（夏令时）。

## 行政
瑞克的邮政编码为17770，INSEE市镇编码为17198。

## 政治
瑞克所属的省级选区为沙尼耶县。

## 人口

1962-2008年间瑞克人口变化图示

瑞克于2022年1月1日时的人口数量为314人。